# Roderick Murchison
Roderick Impey Murchison (Tarradale, Highlands, Escocia, 19 de febrero de 1792 – Londres, 22 de octubre de 1871) fue un influyente geólogo, paleontólogo, naturalista, pteridólogo y algólogo británico, el primero que describió e investigó sobre el sistema y periodo geológico Silúrico.

## Biografía

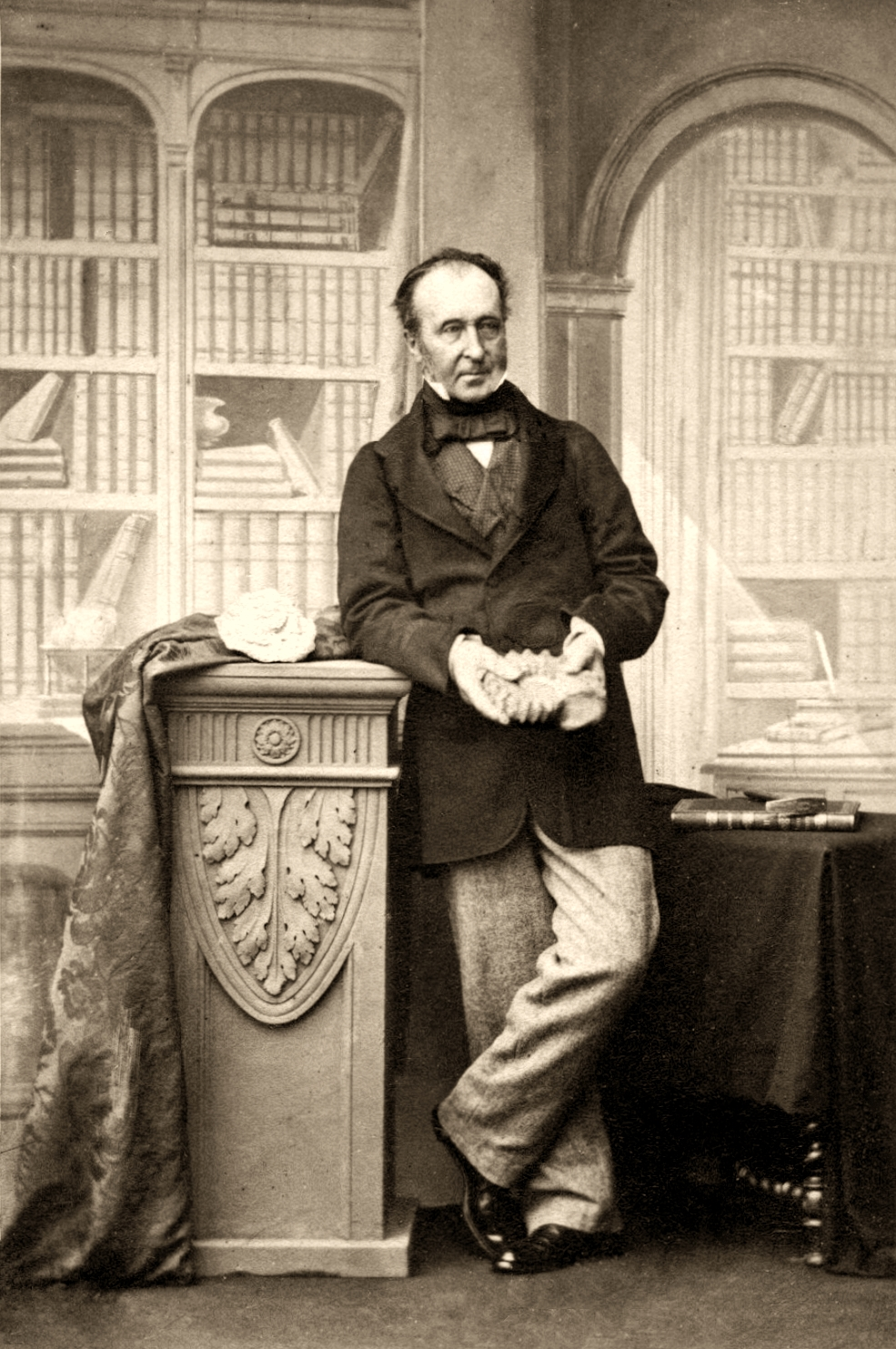
Retrato de Murchison (anterior a 1871)

Murchison nació en Tarradale, en la región de las Highlands, Escocia, hijo de Kenneth Murchison, fallecido en 1796. Asistió a la Durham School y posteriormente preparó su entrada en el Ejército en el College militar de Great Marlow. En 1808 llegó a Galicia, con el ejército inglés, acompañando a Arthur Wellesley primer duque de Wellington, en la intervención británica en la península ibérica. Estuvo presente en la batalla de Roliça y en la batalla de Vimeiro, más adelante, bajo las órdenes de John Moore, participó en la retirada de La Coruña y en la batalla de Elviña.
Murchison abandonó el ejército después de ocho años de servicios y contrajo matrimonio con Charlotte Hugonin, hija del general Hugonin, de Nursted House, Hampshire. Murchison y su esposa pasaron dos años viajando por Europa, particularmente por Italia, estableciéndose en 1818, en Barnard Castle, County Durham, Inglaterra, donde conoció al químico Humphry Davy, quien le instó a dedicar sus esfuerzos a la ciencia, después de haber oído que desperdiciaba su tiempo en cacerías. Murchison quedó fascinado por la geología y se unió a la Sociedad Geológica de Londres, convirtiéndose pronto en uno de sus miembros más activos. Entre sus colegas en esta institución se encontraban Adam Sedgwick, William Conybeare, William Buckland, Fitton William, Charles Lyell y Charles Darwin.
Murchison emprendió exploraciones con su esposa, en las que estudió la geología del sur de Inglaterra, prestando especial atención a las rocas de la zona noroccidental de Sussex y sus zonas adyacentes de Hampshire y Surrey, de las que escribió su primer artículo científico, con la ayuda de Fitton, que leyó ante la Sociedad Geológica de Londres en 1825. Posteriormente volcó su atención a la geología continental, explorando la región volcánica de Auvernia, partes del sur de Francia, el norte de Italia, el Tirol y Suiza. Un poco más tarde, con Sedgwick como compañero, Murchison trató de explicar la complicada estructura geológica de la Alpes. El artículo que plasma el estudio realizado por ambos, se ha convertido en un clásico en la investigación sobre la geología alpina.

## Sistema Silúrico

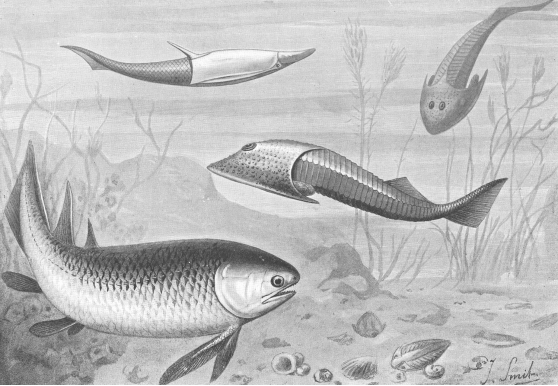
Impresión artística de peces del Silúrico.

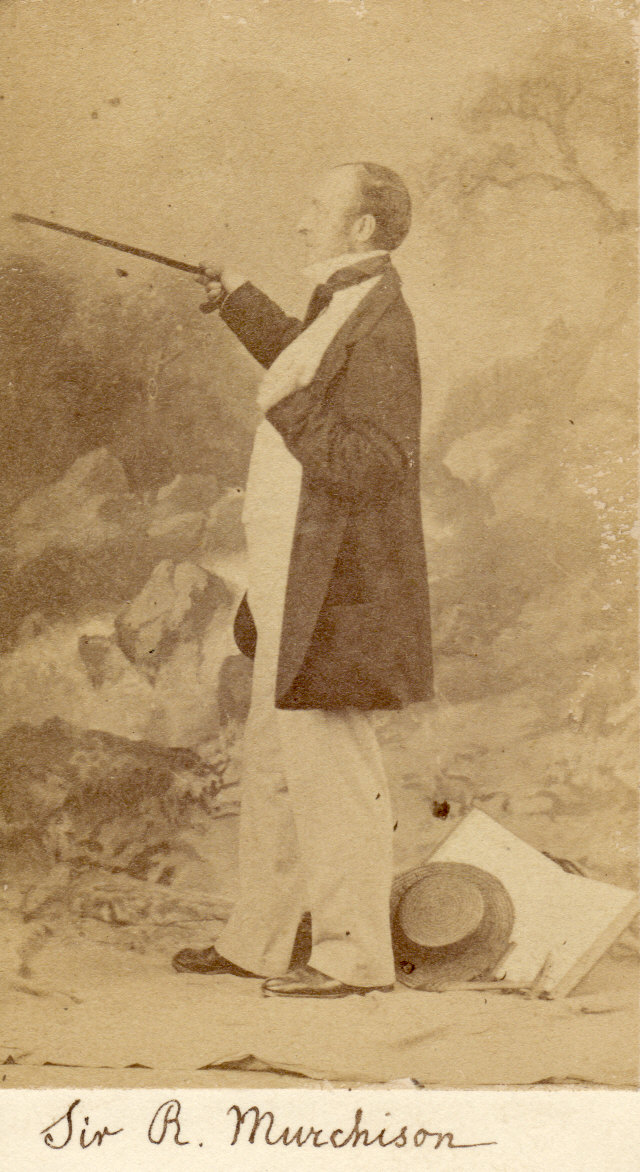
Murchison posando con su bastón, sin fecha

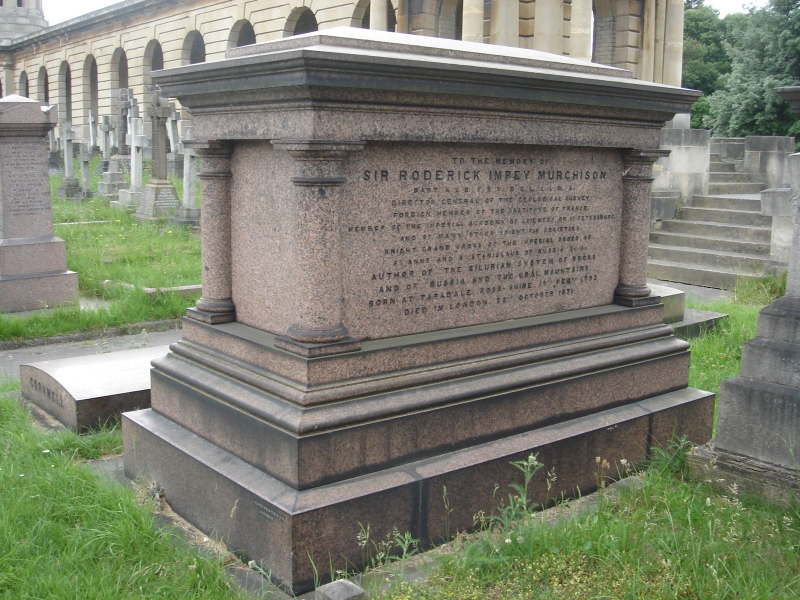
Monumento funerario, Brompton Cemetery, Londres.

En 1831 se trasladó a la frontera de Inglaterra y Gales, para intentar descubrir si las rocas de grauvaca que subyacían al sistema de Old Red Sandstone podrían agruparse en un determinado orden. El resultado fue el establecimiento del periodo geológico Silúrico, en el que se agruparon por primera vez una serie de formaciones, cada una de ellas repleta de restos orgánicos distintivos, muy diferentes de los presentes en los otros sistemas rocosos de Inglaterra. Estos hallazgos, junto con las descripciones de los campos de carbón que cubren las formaciones en el sur de Gales y de los condados de la frontera inglesa, fueron incorporados en su obra El sistema Silúrico (1839).
El establecimiento del sistema Silúrico fue seguido por el del sistema Devónico, una investigación en la que Murchison reconoció el suroeste de Inglaterra y Renania. Poco después Murchison proyectó una importante campaña geológica en Rusia con el fin de extender a esa parte del continente la clasificación que había logrado con el estudio de las rocas más antiguas de Europa occidental. Fue acompañado por Edouard de Verneuil (1805-73) y el conde Alexander von Keyserling (1815-91), junto al que escribió un trabajo sobre Rusia y los montes Urales. La publicación de esta monografía, en 1845, completa la primera y más activa parte de su carrera científica.
En 1846 fue nombrado caballero. Durante los últimos años de su vida, tuvo como una de sus ocupaciones fundamentales los asuntos relativos a la Royal Geographical Society, de la que había sido uno de sus fundadores en el año 1830, y que presidió en los periodos comprendidos entre 1843-45, 1851-53, 1856-59 y 1862-71.
Uno de los últimos actos públicos de la vida de Murchison fue la fundación de una cátedra de geología y mineralogía en la Universidad de Edimburgo. También estableció la Medalla Murchison y un fondo geológico (The Murchison Fund) que se concedería anualmente por el Consejo de la Sociedad Geológica de Londres.
Murchison murió en 1871, y está enterrado en el cementerio Brompton, en Londres.

## Algunas publicaciones
- 1825. Geological Sketch of the North-Western Extremity of Sussex, and the adjoining parts of Hants and Surrey. Trans. of the Geol. Soc. London, 2ª serie. 97
- 1830. (con A. Sedgwick). A Sketch of the Structure of the Austrian Alps. Trans. of the Geol. Soc. London, 2ª serie. 2 (3): 301—424
- 1834. Geology of Cheltenham
- 1834. Outline of the Geology of the Neighbourhood of Cheltenham. Cheltenham (2ª ed. 1845, con J. Buckman & H. E. Strickland).
- 1835. (con Adam Sedgwick). "Über die silurischen und kambrischen Perioden. Die Anordnung, in der die älteren Sedimentschichten in England und Wales aufeinanderfolgen" (En el Silúrico y Sistemas Cámbrico, mostrando el orden en que los estratos sedimentarios antiguos se suceden en Inglaterra y Gales)
- 1839. The Silurian System
- 1841. On the Geological Structure of the Northern and Central Regions of Russia in Europe
- 1841. Geology of Russia in Europe and the Ural Mountains
- 1841. First sketch of the principal results of a second geological survey of Russia. Philosophical Magazine 3 (19) 126: 417–422
- 1842 (con A. Sedgwick). On the Classification and Distribution of the Older or Paleozoic Rocks of the North of Germany and Belgium, and Their Comparison with Formations of the same Age in the British Isles. Trans. of the Geol. Soc. 2ª serie. 6: 221–301
- 1845. Outline of the geology of the neighbourhood of Cheltenham. Ed. H. Davies, 40 pp.
- 1845. The Geology of Russia in Europe and the Ural Mountains. 2 vols. J. Murray (vol. 1)/P. Bertrand (vol. 2), Londres/Paris (con É. de Verneuil & A. von Keyserling)
- 1848. On the Geological Structure of the Alps, Apennines, and Carpathians, more especially to prove a transition from Secondary to Tertiary Eocks, and the development of Eocene deposits in Southern Europe, con planchas. Quarterly J. of the Geol. Soc. 157: 157–312
- 1854: Siluria: The history of the oldest known rocks containing organic remains, with a brief sketch of the distribution of gold over the earth. Ed. John Murray
- 1859. Siluria: A History of the Oldest Fossiliferous Rocks and Their Foundations; with a Brief Sketch of the Distribution of Gold Over the Earth. 3ª ed. de J. Murray, 592 pp.
- 1862 (con Thomas Davidson, Richard Owen, William Benjamin Carpenter, William Herbert Dalton (ed.) A Monograph of the British Fossil Brachiopoda: Permian and Carboniferous species vol. 2 de A Monograph of the British Fossil Brachiopoda, Sir Roderick Impey Murchison vol. 4; vols. 6-8; vols. 10-14; vols. 16-17; vols. 19-20; vols. 22 - 24 - 27 - 30 - 32 - 34 - 39 de Palaeontographical Society monographs
- 1872. Figures of the Silurian Fossils. 5ª ed. de John Murray, 41 pp.
- La abreviatura «Murch.» se emplea para indicar a Roderick Murchison como autoridad en la descripción y clasificación científica de los vegetales.[1]

## Eponimia
- El cráter lunar Murchison lleva este nombre en su memoria.[2]
- Cascadas Murchison y el Parque nacional de las Cataratas Murchison (ambos en Uganda).